# 7 ذو القعدة
- السبت
- الأحد
- الاثنين
- الثلاثاء
- الأربعاء
- الخميس
- الجمعة

- 2826 أبريل 2025
- 2927 أبريل 2025
- 3028 أبريل 2025
- 129 أبريل 2025
- 230 أبريل 2025
- 31 مايو 2025
- 42 مايو 2025
- 53 مايو 2025
- 64 مايو 2025
- 75 مايو 2025
- 86 مايو 2025
- 97 مايو 2025
- 108 مايو 2025
- 119 مايو 2025
- 1210 مايو 2025
- 1311 مايو 2025
- 1412 مايو 2025
- 1513 مايو 2025
- 1614 مايو 2025
- 1715 مايو 2025
- 1816 مايو 2025
- 1917 مايو 2025
- 2018 مايو 2025
- 2119 مايو 2025
- 2220 مايو 2025
- 2321 مايو 2025
- 2422 مايو 2025
- 2523 مايو 2025
- 2624 مايو 2025
- 2725 مايو 2025
- 2826 مايو 2025
- 2927 مايو 2025
- 128 مايو 2025
- 229 مايو 2025
- 330 مايو 2025

7 ذو القعدة أو 7 ذو القعدة الحرام أو يوم 7 \ 11 (اليوم السابع من الشهر الحادي عشر) هو اليوم الثاني بعد الثلاثمائة (302) من أيَّام السنة (أو الثالث بعد الثلاثمائة لو كان شهر رمضان مُتممًا لليوم الثلاثين أو الرابع بعد الثلاثمائة لو أتم كلاً من صفر وربيع الآخر وجمادى الآخرة وشعبان ورمضان ثلاثين يوماً) وفق التقويم الهجري القمري (العربي). يبقى بعده 52 أو 53 يومًا لانتهاء السنة.

## أحداث
- 1215 هـ - نشوب معركة معركة أبو قير في الإسكندرية بين القوات البريطانية والفرنسية بالقرب من أنقاض نيكوبوليس في مصر.
- 1299 هـ - الخديوي توفيق يصدر مرسومًا يلغي فيه الجيش المصري.
- 1311 هـ - افتتاح الصالون التونسي بمساعدة من الحكومة الاستعمارية الفرنسية التي ساندته لتشجيع نشر الثقافة الفرنسية في تونس.
- 1324 هـ - الحكومة التونسية تصدر قرارًا بتعطيل جريدة «المزعج» التي يصدرها الصحفي محمد عمران بتهمة النيل من سلطة الحماية الفرنسية.
- 1326 هـ - صدور مجلة «الأعمال اليدوية للسيدات» في القاهرة، وكانت مجلة نسائية مصورة، نصف شهرية، وهي أول مجلة نسائية متخصصة في تعليم المرأة الأعمال اليدوية.
- 1338 هـ - اعتقال الشيخ عبد العزيز الثعالبي بأمر من رئيس الوزراء الفرنسي ألكسندر ميلران، في سجن ببنزرت التونسية.
- 1339 هـ - اندلاع ثورة الريف في المغرب بقيادة عبد الكريم الخطابي على الاحتلالين الإسباني والفرنسي.
- 1350 هـ - إصدار فيلم أولاد الذوات وهو أول فيلم عربي ناطق.
- 1395 هـ -
  - رئيس منظمة التحرير الفلسطينية ياسر عرفات يلقي كلمة أمام الجمعية العامة للأمم المتحدة في مقرها بمدينة نيويورك لأول مرة في تاريخ القضية الفلسطينية.
  - الأمم المتحدة تصدر «القرار رقم 3379» والذي ينص على مساواة الصهيونية بالعنصرية وذلك بعد موافقة الجمعية العامة للأمم المتحدة.
- 1401 هـ - الرئيس المصري محمد أنور السادات يصدر قرار باعتقال جميع القيادات السياسية والصحفية والدينية والطلابية بجميع انتماءاتها ومراكزها وأعمارها وعددهم 1530 شخص، كما إمر بإغلاق كل الصحف غير الحكومية، وقد أسمت المعارضة هذه القرارات بقرارات سبتمبر السوداء.
- 1425 هـ - قضاة عراقيون يحققون مع علي حسن المجيد ووزير الدفاع في عهد صدام حسين سلطان هاشم أحمد تمهيدًا لمحاكمتهم بتهمه ارتكاب جرائم ضد الإنسانية.
- 1426 هـ -
  - مقتل 8 مسلحين في اشتباكات مع القوات السورية في أدلب.
  - الناتو يقر خطة توسيع مهام قواته في أفغانستان.
  - استشهاد ناشطين من كتائب الأقصى في قطاع غزة.
  - اليابان وأرمينيا يقرران بقاء قواتهما في العراق.
  - مقتل 11 شخصًا في الانتخابات البرلمانية المصرية جراء العنف الذي مارسته قوات الأمن، حسب إعلان للمنظمة المصرية لحقوق الإنسان. أظهرت النتائج النهائية لهذه الانتخابات حصول مرشحي الإخوان المسلمين على 88 مقعدًا على الرغم مما شاب عملية الانتخابات من تدخلات أمنية وغلق بعض اللجان.
- 1430 هـ - إجراء الانتخابات الرئاسية في تونس والتي يتنافس بها كل من الرئيس المنتهية ولايته زين العابدين بن علي ومحمد بوشيحة وأحمد إينوبلي وأحمد إبراهيم.

## مواليد
- 1315 هـ - محمد أبو زهرة، عالم دين مصري.
- 1328 هـ - أبو السعود الإبياري، مؤلف مصري.
- 1353 هـ - ميروسلاف بلازيفيتش، مدرب كرة قدم بوسني.
- 1360 هـ - رياض أحمد جوهر شاهي، الزعيم الروحي ومؤسس الحركة الروحانية العالمية انجمن سرفروشان اسلام.
- 1378 هـ - شريف منير، ممثل مصري.
- 1382 هـ - عزة البحرة، ممثلة سورية.
- 1383 هـ - نتاشا أطلس، مغنية تونسية بلجيكية.
- 1385 هـ - نجوى كرم، مغنية لبنانية.
- 1387 هـ - قاسم ملحو، ممثل سوري.
- 1392 هـ - مشاري البلام، ممثل كويتي.
- 1393 هـ - رانيا يوسف، ممثلة مصرية.
- 1403 هـ - خالد خلف، لاعب كرة قدم كويتي.

## وفيات
- 1311 هـ - أحمد الكمشخانوي، صوفي تُركي عثماني.
- 1393 هـ - دافيد بن غوريون، رئيس وزراء إسرائيل.
- 1417 هـ - صالح عبد الملك الصالح، معلم ووزير كويتي.
- 1419 هـ - عقيلة راتب، ممثلة مصرية.

## وصلات خارجية
- موقع قصة الإسلام: حدث في شهر ذو القعدة.